# ايسكا غويبوري
ايسكا غويبوري هي اكاديمية أميركية تعمل كأستاذة اّن ويتني اولين للغة الإنجليزية في كلية بيرنارد. تركز مجالاتها الأساسية في القرن السابع عشر، التاريخ الديني والاعمال المشتركة بين جون دون وجون ميلتون; عملت كمديرة في كل من جمعية جون دون وجمعية ميلتون الأميركية.

## الحياة المهنية
بعد دراستها في جامعة انديانا، و حصولها على شهادة بكالوريوس في الفن عام 1966، غويبوري حصلت على شهادة ماجستير في الفن وشهادة الدكتوراه في الفلسفة من جامعة كاليفورنيا، لوس انجلوس، أكملت دراساتها في 1970. انتقلت بعدها إلى جامعة الينوي في اوربانا شاببين كمساعد أستاذ، وأصبحت أستاذة في عام 1989. خلال فترة تواجدها في جامعة الينوي منحت جائزة التدريس المتميز لجامعة هاريت وتشارلز لاكمان، عملت كمحررة لمجلة فقه اللغة الإنجليزية والجرمانية، و كانت ترتاد مكتبة هنتنغتون. تضمنت منشوراتها في الينوي خريطة الزمن: الادب الإنجليزي في القرن السابع عشر وأفكار لأنماط التاريخ في 1986 و مراسم والمجتمع من هربرت إلى ميلتون: الادب والدين و الصراع الثقافي في الادب الإنجليزي في القرن السابع عشر عام 1998. في عام 2004، بعد مضي عام هناك كأستاذ زائر، انتقلت غويبوري  لكلية برنارد لتتولى منصب أستاذ اّن ويتني ولين للغة الإنجليزية. خلال فترة تواجدها في كلية برنارد منحت زمالة غوغينهايم و نشرت في فريق كامبريدج لجون دون عام 2006. في سنة 2010 منحت الدكتوراه الفخرية من الكلية الإنسانية في كلية لونا